# Orsavinyá
Orsavinyá (oficialmente y en catalán Hortsavinyà) es una aldea española que pertenece al municipio de Tordera (provincia de Barcelona). Históricamente ha tenido una relación más directa con Pineda de Mar, gracias a la riera de Pineda que nace en Montnegre y baja hasta el mar. Hasta el censo del año 1857 el nombre de la localidad era Orsaviñá. Fue la cabecera del municipio de su mismo nombre hasta 1930, cuando quedó integrado en Tordera.
Cabe destacar en la explanada la iglesia de Santa Eulalia (también llamada de San Lope), la ermita de la Virgen de Erola y San Miguel de Vallmañá. Aparte de las masías de la localidad, se pueden admirar las encinas gigantes de Can Portell y los restos del roble de Santa María, catalogado por la Generalidad como uno de los árboles más espectaculares de Cataluña (se necesitaban 4 personas para abrazarlo), que en enero de 2010 fue derribado por una nevada y una ventisca. Se puede llegar a pie desde Pineda de Mar por Cuatro Caminos, o bien por el Camino de las Costas, ascendiendo por la riera. Ambos recorridos son asequibles, y pasan por bosques de encinas, pinos y castaños.

## Demografía
| Gráfica de evolución demográfica de Orsavinyá entre 1842 y 1920 |
| |
| Población de derecho según los censos de población del INE. Población de hecho según los censos de población del INE.En este censo se denominaba Orsaviña, San Pedro de Riu y Balmaná: 1842. Entre el censo de 1930 y el anterior, este municipio desaparece porque se integra en el municipio Tordera. |